# Zeltweg 1000 km

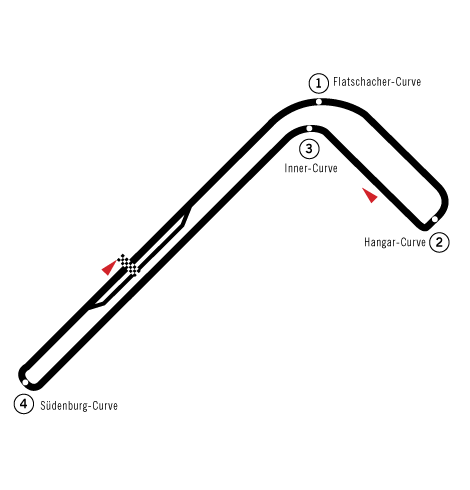
Zeltweg GP Circuit användes mellan 1966 och 1968.

Österreichring användes mellan 1969 och 1976.

Zeltweg 1000 km var en långdistanstävling för sportvagnar som kördes på Zeltwegbanan nära Zeltweg i Österrike.

## Historia
Den första österrikiska deltävlingen i sportvagns-VM hölls 1966 under namnet Zeltweg 500 km på Zeltwegbanan vid flygbasen Fliegerhorst Hinterstoisser. Här kördes tre deltävlingar.
Säkerheten på flygfältet var undermålig och därför byggdes en ny tävlingsbana, Österreichring, några kilometer bort. Från 1969 kördes loppet på den nya anläggningen. Samtidigt förlängdes distansen till 1000 km. Den sista deltävlingen i sportvagns-VM hölls 1976.
I samband med att Österreichring byggdes om till nya A1-Ring återkom sportvagnsracingen till Zeltweg 1997 som en deltävling i FIA GT Championship. Här hölls fyra deltävlingar runt sekelskiftet.

## Vinnare
| År                                  | Förare                                           | Bil                                 | Mästerskap                          |
| Zeltweg GP Circuit, distans: 500 km | Zeltweg GP Circuit, distans: 500 km              | Zeltweg GP Circuit, distans: 500 km | Zeltweg GP Circuit, distans: 500 km |
| ----------------------------------- | ------------------------------------------------ | ----------------------------------- | ----------------------------------- |
| 1966                                | Gerhard Mitter Hans Herrmann                     | Porsche 906                         | Sportvagns-VM                       |
| 1967                                | Paul Hawkins                                     | Ford GT40                           | Sportvagns-VM                       |
| 1968                                | Jo Siffert                                       | Porsche 908                         | Sportvagns-VM                       |
| Österreichring, distans: 1000 km    |                                                  |                                     |                                     |
| 1969                                | Jo Siffert Kurt Ahrens                           | Porsche 917                         | Sportvagns-VM                       |
| 1970                                | Jo Siffert Brian Redman                          | Porsche 917K                        | Sportvagns-VM                       |
| 1971                                | Pedro Rodríguez Richard Attwood                  | Porsche 917K                        | Sportvagns-VM                       |
| 1972                                | Jacky Ickx Brian Redman                          | Ferrari 312PB                       | Sportvagns-VM                       |
| 1973                                | Henri Pescarolo Gérard Larrousse                 | Matra-Simca MS670                   | Sportvagns-VM                       |
| 1974                                | Henri Pescarolo Gérard Larrousse                 | Matra-Simca MS670                   | Sportvagns-VM                       |
| 1975*                               | Henri Pescarolo Derek Bell                       | Alfa Romeo Tipo 33                  | Sportvagns-VM                       |
| 1976                                | Dieter Quester Gunnar Nilsson                    | BMW 3.0 CSL                         | Sportvagns-VM (WCM)                 |
| A1-Ring, distans: 500 km            |                                                  |                                     |                                     |
| 1997                                | Klaus Ludwig Bernd Mayländer                     | Mercedes-Benz CLK GTR               | FIA GT                              |
| 1998                                | Klaus Ludwig Ricardo Zonta                       | Mercedes-Benz CLK LM                | FIA GT                              |
| 1999                                | Ingen tävling                                    | Ingen tävling                       | Ingen tävling                       |
| 2000                                | Mike Hezemans Tom Coronel                        | Chrysler Viper GTS-R                | FIA GT                              |
| 2001                                | Peter Kox Rickard Rydell                         | Ferrari 550 GTS Maranello           | FIA GT                              |
| Red Bull Ring, distans: 3 timmar    |                                                  |                                     |                                     |
| 2013                                | Pierre Thiriet Mathias Beche                     | Oreca 03- Nissan                    | Le Mans Series                      |
| Red Bull Ring, distans: 4 timmar    |                                                  |                                     |                                     |
| 2014                                | Paul-Loup Chatin Nelson Panciatici Oliver Webb   | Alpine A450- Nissan                 | Le Mans Series                      |
| 2015                                | Simon Dolan Filipe Albuquerque Harry Tincknell   | Gibson 015S- Nissan                 | Le Mans Series                      |
| 2016                                | Pierre Thiriet Mathias Beche Ryō Hirakawa        | Oreca 05-Nissan                     | Le Mans Series                      |
| 2017                                | Filipe Albuquerque William Owen Hugo de Sadeleer | Ligier JS P217-Gibson               | Le Mans Series                      |
| 2018                                | Andrea Pizzitola Roman Rusinov Jean-Éric Vergne  | Oreca 07-Gibson                     | Le Mans Series                      |
| 2019-20                             | Inga tävlingar                                   | Inga tävlingar                      | Inga tävlingar                      |
| 2021                                | Louis Delétraz Robert Kubica Ye Yifei            | Oreca 07-Gibson                     | Le Mans Series                      |

* – Tävlingen 1975 stoppades efter 600 km på grund av ihållande regn.